# Sloer (Adelsgeschlecht)

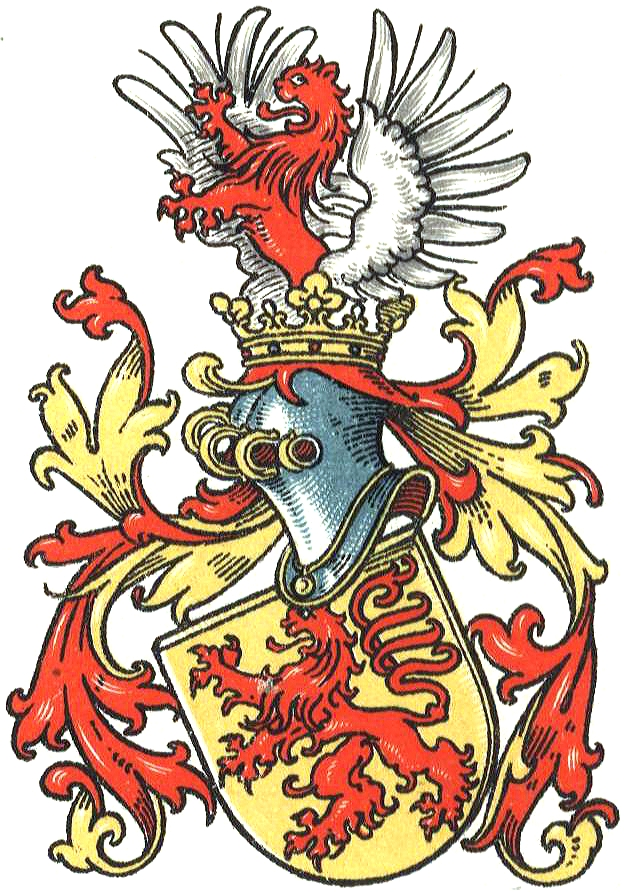
Wappen derer Sloer

Sloer ist der Name eines erloschenen westfälischen Adelsgeschlechts, das bis um 1621 im Niederstift Münster angesessen war.

## Herkunft und Güter
Die Familie Sloer (auch Slore, Schloer) war ursprünglich ein süd-oldenburgisches Geschlecht von Ministerialen aus Slorenbüttel. Sie waren um 1423 Besitzer des Gosehove vor der Stadt Lübbecke, sowie bis etwa 1600 zeitweise auch von Gut Groß-Engershausen und Gut Klein-Engershausen.

## Wappen
Schild mit rotem steigendem Löwen auf goldenem Grunde, Helmzier mit steigendem Löwen. Ein Abbild findet sich auf der Grabplatte der Stiftsdame Anna von Sloer in Herford, 1550 bis 1567 Pröpstin des Stiftes St. Mariae auf dem Berge in Herford, zusammen mit Wappen der von Plincke, sowie von Klenke und von Luneberge.

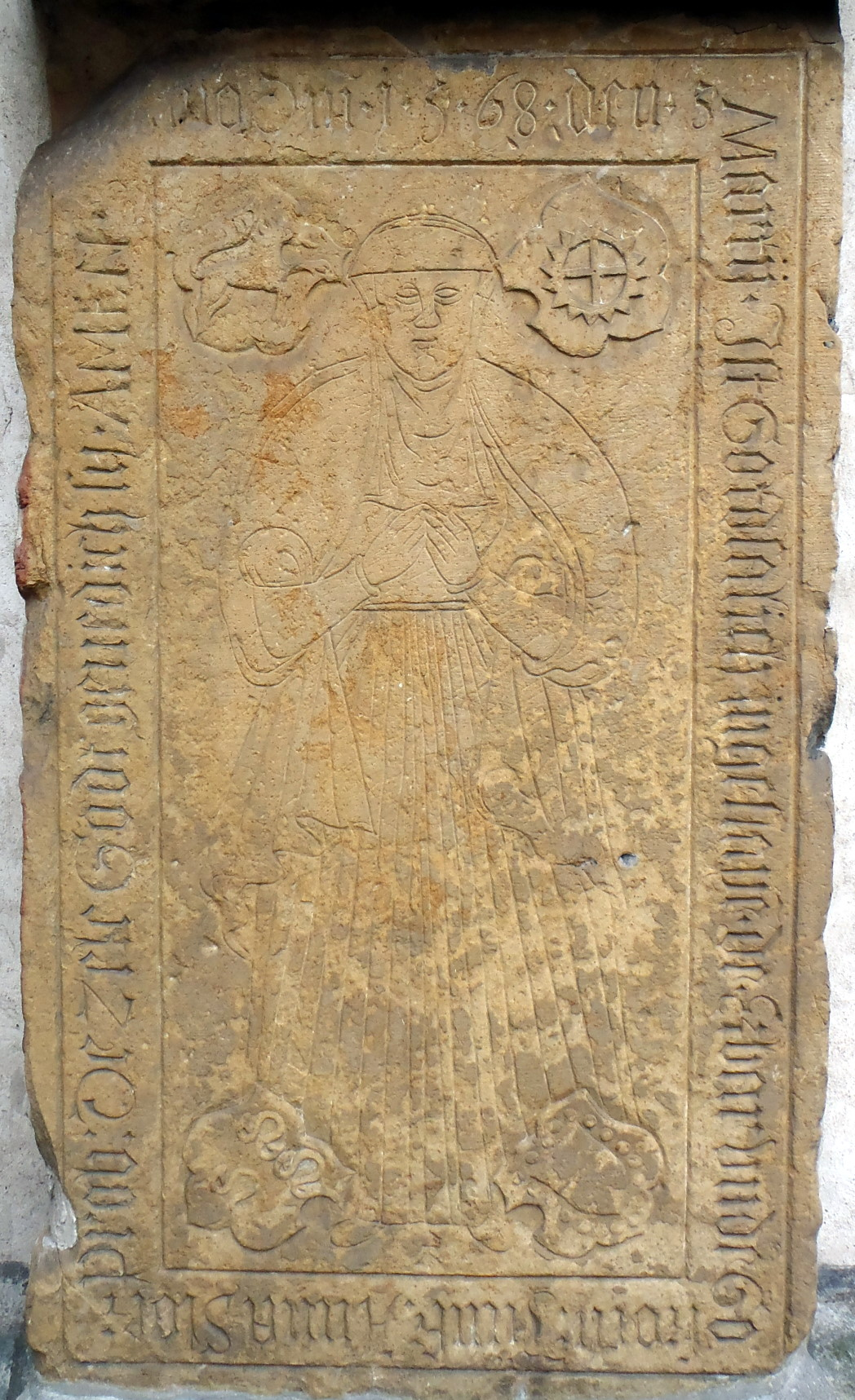
Grabplatte Anna von Sloer (1568)

## Namensträger (Auswahl, Datum und Filiation nur geschätzt)
- Johann von Sloer ⚭ (kurz vor 1491) Lucke von Plincke (Erbtochter aus Klein-Engershausen, Vater wohl Ludolf von Plincke gen. Crumme)
  - Johann II von Sloer (1506–1560) ⚭ Margarethe von Klenke; Tochter des Johann von Klenke und der Lucke von Luneberge (Bicker). 1554 Anklage, dass er und andere eigengehörige Bauernhöfe in adelige Güter umgewandelt haben sollen.
    - (?) Anna von Sloer in Herford, 1550 bis 1567 Pröpstin des Stiftes St. Mariae auf dem Berg in Herford (* um 1500; † 3. März 1568)
    - Berndt von Sloer  († vor 1620) ⚭ 1578 Elisabeth von der Horst. Damals war er Herr auf Gut Klein-Engershausen, seine Linie ist trotz vier Kindern erloschen, daher Besitz an Johann von Hastfer (* 1545)[4]
      - um 1610 (?) Hermann (†), Johann (†), Anna Catherine (†) und Marie (†)

    - Margarethe von Sloer ⚭ Johann von Hastfer (Sohn des Johann (Hans) von Hastfer auf Arknal († 1537) und der Anna von Kalff († nach 1551)[5])